# 莫洛奇涅 (捷季耶夫區)
49°23′9″N 29°57′50″E / 49.38583°N 29.96389°E
莫洛奇內（烏克蘭語：Молочне）是位於烏克蘭北部的村莊，由基辅州白采爾克瓦區的泰蒂伊夫市鎮負責管轄。該村始建於1958年，面積0.15平方公里，海拔高度242米，2001年人口14，人口密度每平方公里90.9人。